# Michał Ambros

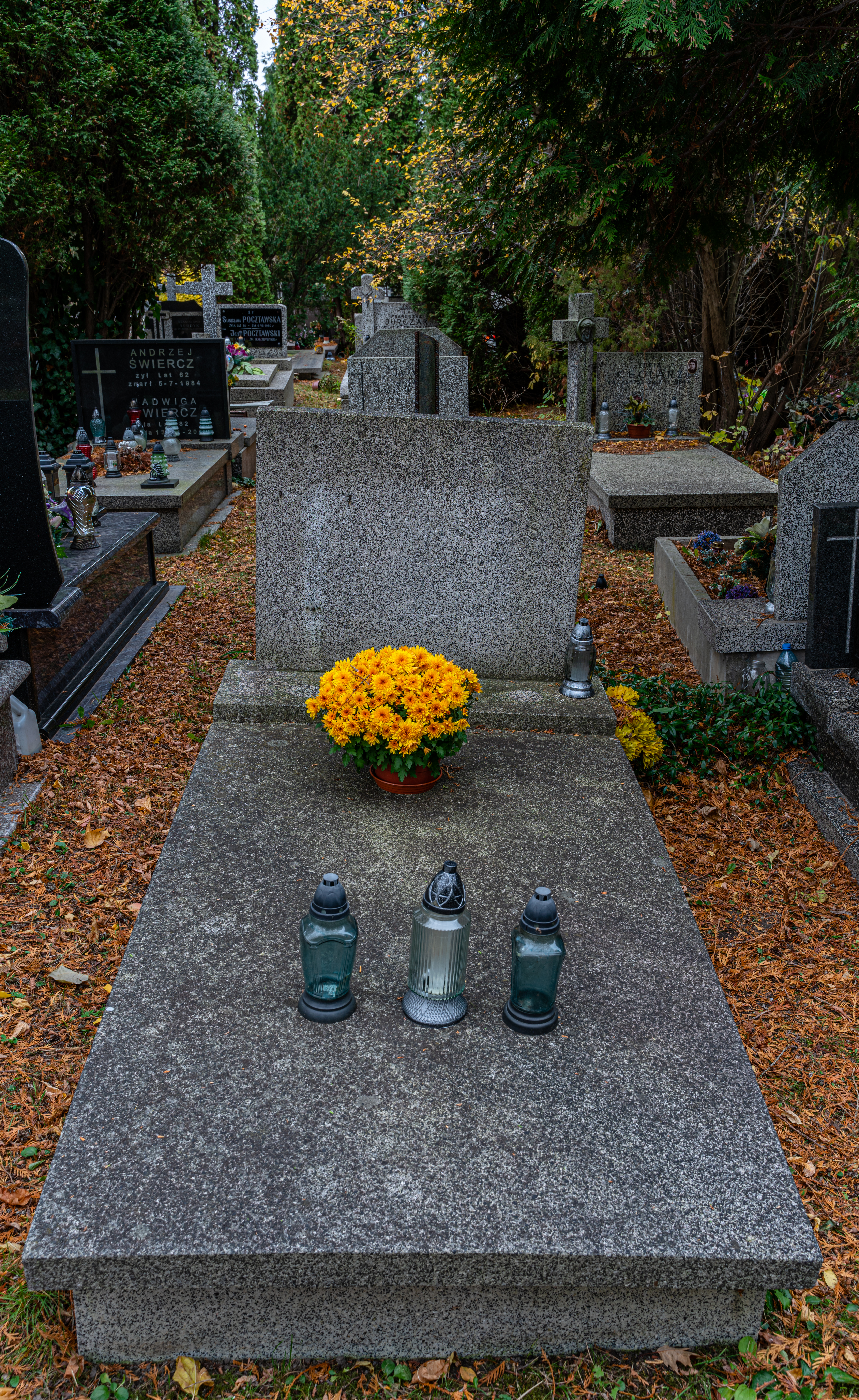
Grób Michała Ambrosa na cmentarzu komunalnym Północnym w Warszawie

Michał Ambros (ur. 26 września 1891 w Chlebowicach, zm. 2 lipca 1984 w Warszawie) – polski pedagog, bibliotekarz i bibliograf.

## Życiorys
W wieku 26 lat (1917) ukończył studia filozoficzne na Uniwersytecie Lwowskim. Przez 10 lat (1917–1927) pracował jako nauczyciel, głównie w gimnazjach i seminariach nauczycielskich, w granicach lwowskiego okręgu szkolnego. Prowadził w nich lekcje języka polskiego, łaciny, greki oraz zajęcia z propedeutyki historii i filozofii. W tym samym czasie (1918–1919) pracował w różnych bibliotekach, m.in. w bibliotece byłego Archiwum Wojskowego, bibliotekach oświatowych Towarzystwa Szkoły Ludowej oraz lwowskich bibliotekach szkolnych i pedagogicznych. Do wybuchu II wojny światowej (1928–1939) był etatowym pracownikiem biblioteki Uniwersytetu Stefana Batorego, w której przez 3 lata (1931–1933) administrował Działem Książek, a przez następne 6 lat (1933–1939) kierował Działem Czytelnictwa. W 1933 uzyskał stopień doktora na Uniwersytecie Stefana Batorego. Był prekursorem wśród bibliotekarzy, gdyż jako pierwszy zorganizował samodzielny oddział informacji spośród wszystkich polskich bibliotek uniwersyteckich. Pomimo rozlicznych obowiązków nadal prowadził lekcje w wileńskich gimnazjach.
Po II wojnie światowej, w 1945, organizował Miejską Bibliotekę Publiczną w Białymstoku, pod koniec 1945 rozpoczął pracę w Bibliotece Uniwersyteckiej w Warszawie. Od końca 1946 aż do przejścia na emeryturę w 1968 pracował w Bibliotece Narodowej w Warszawie, jednocześnie wykładał bibliografię w Katedrze Bibliotekoznawstwa UW. Jest autorem wielu haseł do Polskiego Słownika Biograficznego, Słownika pracowników książki polskiej, Encyklopedii wiedzy o książce. 
Pochowany na cmentarzu komunalnym Północnym w Warszawie (kwatera W-VI-13-3-16).

## Publikacje
Jego zainteresowania i prace naukowe skupiał na bibliografii i pedagogice, szczególną uwagę poświęcając historii szkolnictwa. Opracowywał i publikował bieżące bibliografie regionalne, dotyczące głównie województw wileńskiego, białostockiego, poleskiego i nowogródzkiego:
- Wileńska Bibliografia regionalna za lata 1929–1932, ukazująca się w cyklu półrocznym, dot. statystyki bibliograficznej, „Ateneum Wileńskie” 1929–1931/1932
- Czasopisma wileńskiego rejonu bibliograficznego za lata 1928–1933, rejestrujące tytuły czasopism w układzie topograficznym, „Ateneum Wileńskie” 1930–1933/1934
- Wileńska bibliografia regionalna za lata 1928–1933, „Ateneum Wileńskie” 1935
- Materiały bibliograficzne dla Wilna i Wileńszczyzny za lata 1938 i 1939, Wilno, rocznik 1:1939
- bieżąca Bibliografia Uniwersytetu Wileńskiego za lata 1929–1938, Wilno 1929–1939.

W latach 30. XX w., jako członek Polskiego Towarzystwa Filologicznego, przystąpił do gromadzenia materiałów i informacji do sporządzenia retrospektywnej bibliografii filologii klasycznej. Dzięki tym staraniom ukazały się 2 publikacje bibliograficzne:
- Vergilius w Wileńskiej Bibliotece Uniwersyteckiej przed stu laty, Wileńska bibliografia Wergiliuszowa [w:] „Księga Wergiliuszowa Alma Mater Vilnensis”, Wilno 1930.
- Gotfryd Ernest Groddeck. Prace o Grodku, Wileńska bibliografia filologii klasycznej za l. 1800–1830 [w:] „Z dziejów filologii klasycznej w Wilnie”, Wilno 1937.

Pozostałe materiały zaginęły w zawierusze II wojny światowej.

## Ordery i odznaczenia
- Krzyż Kawalerski Orderu Odrodzenia Polski (1965)[3]
- Medal 10-lecia Polski Ludowej (19 stycznia 1955)[4]